# Logique déontique

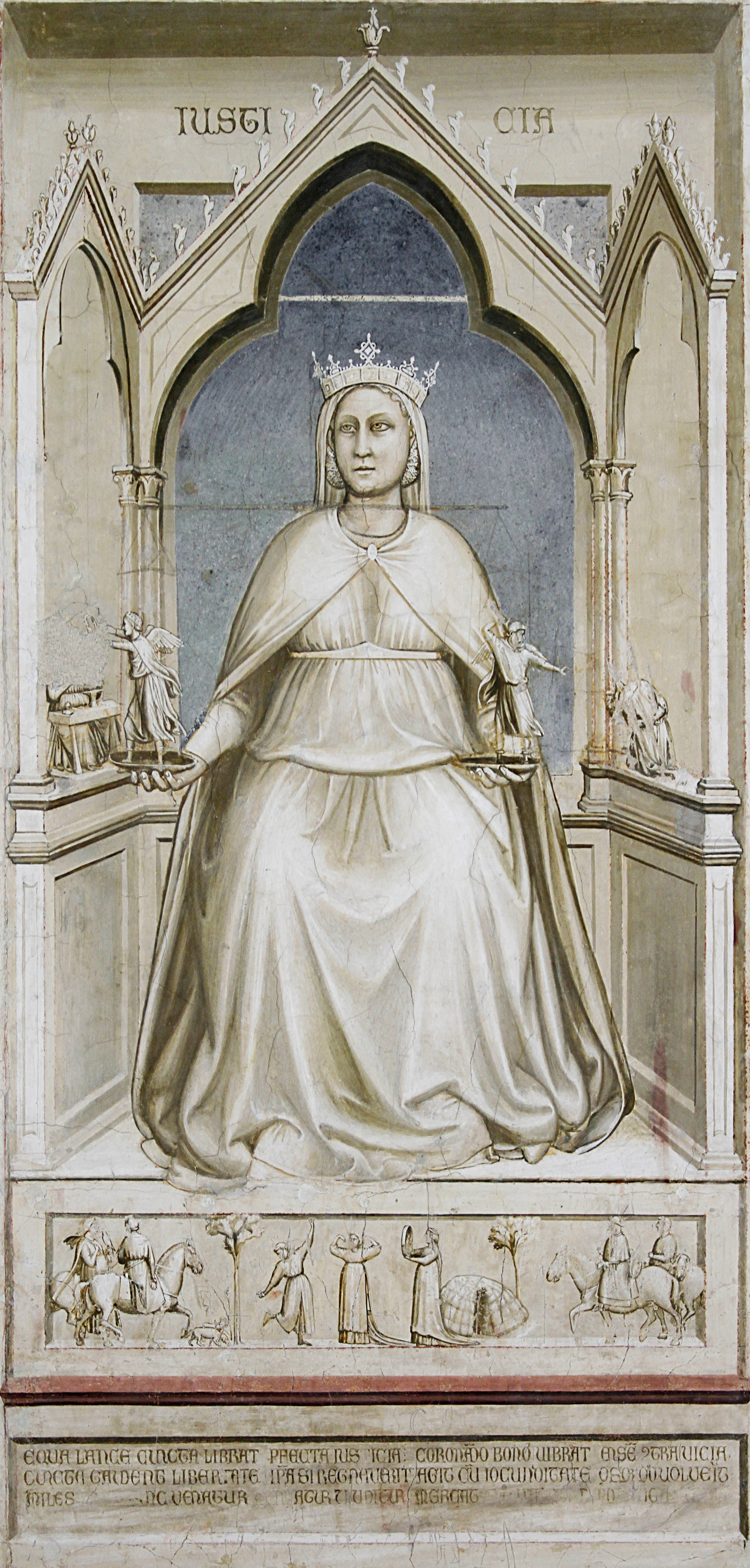
"Justicia", Giotto di Bondone (1267-1337), Capilla Scrovegni, Padoue, Italie.

La logique déontique (du grec déon, déontos : devoir, ce qu'il faut, ce qui convient) tente de formaliser les rapports qui existent entre les quatre caractéristiques d'une loi : l'obligation, l'interdiction, la permission et le facultatif.
Gottfried Wilheim Leibniz en 1670 proposa le premier d'appliquer la logique modale à la morale en remarquant l'analogie suivante : « l'obligatoire (modalité déontique) est ce qu'il est nécessaire (modalité aléthique) que fasse l'homme bon ».
Il proposa la correspondante suivante :
- Le juste, le permis est ce qu'il est possible que fasse l'homme bon.
- L'injuste, l'interdit est ce qu'il est impossible que fasse l'homme bon.
- L'équitable, l'obligatoire est ce qu'il est nécessaire que fasse l'homme bon.
- Le facultatif est ce qu'il est contingent que fasse l'homme bon.

Elle s'est développée à partir des années 1950 grâce aux travaux du philosophe finlandais Georg Henrik von Wright (Deontic Logic 1951). Reprenant la correspondance notée par Leibniz, il les formalise grâce aux avancées de la logique modale. Les progrès de la sémantique, et notamment la sémantique des mondes possibles ont encouragé le développement de la logique déontique.
Comme pour chaque système logique aujourd'hui, il est erroné de parler DU système de la logique déontique. Il existe une grande variété de systèmes logiques déontiques, qu'on identifie selon les axiomes qu'ils intègrent — et toujours par référence à la logique modale générale. Lorsque l'on parle de logique déontique en général, on entend souvent le système classique et minimal, celui qui utilise les deux opérateurs de l'obligation (aux propriétés calquées sur celui de la nécessité) et de la permission (idem pour la possibilité), et de simples constantes et variables propositionnelles représentant des actions et / ou des états de choses (A, B, etc.). Mais la réalité déontique est multiforme : on peut interdire un état de choses, une action de la part d'un individu déterminé, un type d'action, etc. Elle nécessite donc plusieurs systèmes de logique déontique différents.
Désormais, un système de logique déontique inclut le plus souvent aussi des notations pour représenter l'action et les individus (opérateurs d'action tels que STIT), et les recherches tendent à une complexification toujours croissante : intégration de la dimension temporelle grâce à l'indexation temporelle des propositions, notion de trivalence, et autres.
La logique déontique est à l'origine des systèmes normatifs, qui permettent de modéliser les obligations, les violations et les sanctions dans une organisation, et notamment dans un système multi-agents.

## La logique déontique standard
La logique déontique standard, connue dans la littérature sous le sigle SDL (pour Standard Deontic Logic), est la forme la plus simple et la plus communément répandue de logique déontique, bien que non exempte de défauts. Elle sert souvent de base à des améliorations, en vue d'intégrer les notions déontiques à d'autres notions logiques.

### Syntaxe
La logique déontique standard est une logique modale normale, comportant une unique modalité O ou Ob, qui dénote l'obligation. Comme dans toutes les logiques modales, la modalité s'applique à des propositions bien formées. À partir de la modalité d'obligation, on définit communément trois modalités abrégées Per, F et Op, qui désignent respectivement le caractère permis, interdit ou optionnel d'une proposition logique. Per est défini comme le dual de Ob, F comme l'obligation de la négation, et Op comme le dual de F. Dans nos exemples, p représentera une formule bien formée de la logique déontique standard, donc pouvant contenir des modalités d'obligation.
{\displaystyle Per\ p\ {\stackrel {def}{=}}\ \neg Ob\ \neg p}
{\displaystyle F\ p\ {\stackrel {def}{=}}\ Ob\ \neg p}
{\displaystyle Op\ p\ {\stackrel {def}{=}}\ \neg Ob\ p}
On définit également parfois une quatrième modalité abrégée G, qui dénote le caractère gratuit (ni obligatoire ni interdit) d'une proposition logique.
{\displaystyle G\ p\ {\stackrel {def}{=}}\ \neg Ob\ p\wedge \neg F\ p}
Le tableau d'équivalence suivant résume les relations entre les quatre modalités principales de la logique déontique standard :
- Obp   ≡   F¬p   ≡ ¬Per¬p   ≡ ¬Opp
- Ob¬p ≡   Fp     ≡   ¬Perp     ≡ ¬Op¬p
- ¬Ob¬p ≡ ¬Fp     ≡   Perp     ≡   Op¬p
- ¬Obp   ≡ ¬F¬p   ≡   Per¬p   ≡   Opp

la première ligne de ce tableau se lit ainsi : « il est obligatoire de faire p », ce qui est équivalent à « il est interdit de ne pas faire p », « il n'est pas permis de ne pas faire p » ou encore « p n'est pas facultatif ».

### Axiomatique
La logique déontique standard est un système de logique modale KD. Aux règles d'inférence de la logique propositionnelle s'ajoute la règle de nécessitation (RN) :
(RN) Si {\displaystyle \vdash p} alors {\displaystyle \vdash Ob\ p}
Cette règle dit que si une formule est un théorème du système, alors l'obligation de cette formule l'est également.
Aux axiomes de la logique propositionnelle s'ajoutent les axiomes (K) (distribution déontique, ou axiome de Kripke) et (D) :
(K) {\displaystyle Ob\ (p\rightarrow q)\rightarrow (Ob\ p\rightarrow Ob\ q)}
(D) {\displaystyle Ob\ p\rightarrow Per\ p}
L'axiome (D) dit que toute formule obligatoire est permise, il garantit la cohérence morale d'une théorie déontique consistante. Il empêche qu'une formule soit à la fois obligatoire et interdite dans une même théorie.
Les axiomes cités ici sont en fait, stricto sensu, des schémas axiomatiques, où les variables muettes p et q peuvent être remplacées par toute formule bien formée de la logique déontique standard.

### Limitations
La logique déontique standard est une formalisation mathématique de concepts philosophiques. Le choix de s'appuyer sur la logique modale normale présente des avantages calculatoires notables, mais engendre des incohérences et des paradoxes d'un point de vue philosophique, qui sont les principales critiques adressées à la logique déontique standard.
Parmi les plus importants, on peut citer :
- Le paradoxe de Ross[7] :

{\displaystyle Ob\ p\rightarrow Ob\ (p\vee q)}
Si {\displaystyle p} désigne « poster une lettre » et {\displaystyle q} « brûler une lettre », alors qu'il soit obligatoire de poster une lettre implique qu'il est obligatoire de la poster ou bien de la brûler ;
- Le paradoxe de l'engagement, ou paradoxe de l'obligation dérivée[8] :

{\displaystyle Ob\ \neg p\to Ob\ (p\to q)}
La formule implique que si l'on fait ce qui est interdit, alors on peut en dériver n'importe quelle obligation. Si {\displaystyle p} signifie « voler une voiture » et {\displaystyle q} « écraser un piéton », alors la formule signifie que s'il est interdit de voler une voiture, alors il est obligatoire que si l'on vole une voiture, on écrase un piéton ;
- Le paradoxe du Bon Samaritain[9] :

Si {\displaystyle \vdash p\to q} alors {\displaystyle \vdash Ob\ p\to Ob\ q}
Ici {\displaystyle q} désigne une action indésirable, comme « une personne se fait agresser », et {\displaystyle p} une bonne action qui ne peut avoir lieu que si la mauvaise action a lieu, comme « secourir une personne qui se fait agresser ». Comme l'un implique forcément l'autre, si l'on est obligé de secourir une personne agressée, alors il est obligatoire qu'une personne se fasse agresser (voir aussi doctrine du double effet);
- Le paradoxe de la connaissance d'Åqvist[10] : La formulation est la même que pour le paradoxe du bon samaritain, avec une sémantique différente. Si {\displaystyle q} désigne une mauvaise action (par exemple « Smith a dévalisé Jones ») et {\displaystyle p} désigne le fait qu'une personne qui doit être au courant de cet acte le soit (par exemple « l'agent de police sait que Smith a dévalisé Jones »), alors l'obligation de la mauvaise action peut être dérivée de l'obligation de connaissance : « S'il est obligatoire que l'agent de police sache que Smith a dévalisé Jones, alors il est obligatoire que Smith ait dévalisé Jones » ;
- Le dilemme de Jorgensen[11], une considération philosophique sur la possibilité même de notion de logique déontique.
- Le paradoxe du libre choix[7] :

{\displaystyle \nvdash Per\ (p\vee q)\to (Per\ p\wedge Per\ q)}
Si l'on est autorisé à faire deux actions {\displaystyle p} et {\displaystyle q} au choix, il est intuitif de considérer que l'on est autorisé à faire chacune des actions. Or, ce n'est pas un théorème de la logique déontique standard, et cette conclusion ne peut être dérivée.
- Le dilemme de Sartre[12] : Le dilemme de Sartre décrit l'impossibilité de représenter en logique déontique standard un conflit d'obligations (à cause de l'axiome D). Son nom vient du dilemme présenté dans L'existentialisme est un humanisme, où il faut choisir entre venger son père et rejoindre la résistance, ou rester auprès de sa mère et l'aider à vivre. En effet, toute expression d'obligations contradictoires implique une contradiction, et rend le système logiquement inconsistant :

{\displaystyle (Ob\ p\wedge Ob\ \neg p)\vdash \bot }
- Le dilemme de Platon[12] est une variante du dilemme de Sartre, qui décrit l'impossibilité de gérer des obligations contradictoires dont l'une serait clairement prioritaire sur l'autre. Par exemple, si {\displaystyle p} signifie « aller à un rendez-vous au restaurant » et {\displaystyle q} « emmener mon fils qui s'étouffe à l'hôpital », on a {\displaystyle p\wedge q\vdash \bot } et donc :

{\displaystyle (Ob\ p\wedge Ob\ q)\vdash \bot }
- Le paradoxe de Chisholm[13] concerne les obligations contraires au devoir (contrary-to-duty obligations), qui désignent les obligations qui s'appliquent une fois que l'on a violé une première norme. Il s'exprime de la façon suivante :

1. Jones doit aller aider ses voisins ;

1. Il est obligatoire que si Jones va aider ses voisins, il doit les en prévenir ;
2. Si Jones n'y va pas, alors il ne doit pas les prévenir ;
3. Jones ne va pas aider ses voisins.

Ces quatre affirmations, intuitivement cohérentes (pouvant décrire une situation réelle), s'écrivent de manière logique comme suit, si {\displaystyle p} signifie « Jones va aider ses voisins » et {\displaystyle q} « Jones prévient ses voisins » :
1. {\displaystyle Ob\ p}
2. {\displaystyle Ob\ (p\to q)}
3. {\displaystyle \neg p\to \neg Ob\ q}
4. {\displaystyle \neg p}

Or Chisholm considère que dans la plupart des systèmes de logique déontique, on peut déduire de (1) et (2) : {\displaystyle Ob\ q}  (Jones doit prévenir ses voisins), et de (3) et (4) : {\displaystyle Ob\ (\neg q)}  (Jones ne doit pas prévenir ses voisins). La conjonction de ces deux propositions s'apparente à une contradiction.
- Le paradoxe du gentil meurtrier, ou paradoxe de Forrester[14] s'exprime comme suit :

1. John Doe ne doit pas tuer sa mère : {\displaystyle Ob\ \neg p}

1. Si John Doe tue sa mère, il doit le faire gentiment : {\displaystyle p\to Ob\ q}
2. Le fait que John Doe tue sa mère gentiment implique le fait qu'il la tue : {\displaystyle \vdash (q\to p)}
3. John Doe tue sa mère : {\displaystyle p}

De cet énoncé logique curieux mais cohérent, on peut déduire par la logique déontique standard qu'il est obligatoire que John Doe tue sa mère, ce qui n'est évidemment pas un résultat souhaitable, ni découlant intuitivement des prémisses.

## Autres logiques déontiques

### Logiques basées sur la logique déontique standard
Il existe de nombreuses propositions pour des logiques déontiques qui constituent des extensions de la logique déontique standard. Suivant les cas, ces logiques sont conçues pour un cadre applicatif spécifique, ou bien comportent des modifications qui visent à contourner certains des paradoxes de la logique déontique standard.
Ces modifications peuvent par exemple consister en un apport au niveau axiomatique, un ajout de modalités, un interfaçage avec une autre logique modale normale (classiquement, une logique temporelle).

### Logiques basées sur d'autres paradigmes
Certains travaux cherchent à éviter les paradoxes de la logique déontique standard en s'affranchissant de la sémantique des mondes possibles, qui impose une logique modale normale. Hansson notamment se base sur une relation de préférence entre les différents prédicats du système pour construire une nouvelle relation d'accessibilité entre les mondes. À l'heure actuelle, de telles démarches permettent effectivement de circonvenir plusieurs limitations de la logique déontique standard, mais n'offrent pas la souplesse axiomatique de la sémantique des mondes possibles. Notamment certains axiomes couramment acceptés ne sont pas représentables dans la sémantique.